# Задача о падающей кошке

Модель падающей кошки — две части, независимо вращающиеся и поворачивающиеся как единой целое, что позволяет сохранять угловой момент

Задача о падающей кошке состоит в объяснении с точки зрения физики явления, наблюдаемого при падении кошки с некоторой высоты: кошка приземляется на лапы, независимо от того, как было ориентировано тело кошки относительно земли в начале падения. Это происходит даже в том случае, если кошка в момент начала падения не вращалась, и, следовательно, её тело не имело углового момента. Этот наблюдаемый факт находится в противоречии с законом сохранения углового момента, согласно которому, угловой момент замкнутой системы тел не может измениться, если на систему не действуют внешние силы. Суть задачи о падающей кошке состоит в объяснении, каким образом свободно падающее тело (кошка) может прийти во вращение и перевернуться, не нарушая закон сохранения углового момента.
В настоящее время считается, что падающая кошка достаточно хорошо описывается моделью из двух связанных между собой цилиндров, способных менять положение в пространстве относительно друг друга.

## История вопроса
Способность кошки переворачиваться в воздухе и приземляться на лапы издавна интересовала ученых и порождала различные теории, объясняющие, каким образом это происходит. Поскольку закон сохранения углового момента является одним из фундаментальных законов и не может нарушаться, первоначально ученые, рассматривая кошку как твердое тело, считали, что переворот в воздухе при отсутствии начального углового момента невозможен, и кошка переворачивается за счет того, что в момент начала падения она отталкивается от рук отпускающего её человека или от другого объекта, с которого она начинает падение, и приобретает таким образом начальный угловой момент. Эта точка зрения, противоречащая современным представлениям, была распространена до появления фотографии, поскольку невооруженным глазом сложно заметить все особенности движения кошки при падении из-за высокой скорости движения.
В 1894 году французский физиолог Этьен-Жюль Маре с помощью скоростной фотосъемки сделал и опубликовал серию фотографий падающей кошки, демонстрирующих различные стадии падения и переворота. Вслед за этим во французских научных журналах за короткое время было опубликовано 5 статей, авторы которых комментировали результаты Маре и пытались построить теории, объясняющие движение кошки при падении. Все исследователи исходили из того, что кошка не является абсолютно твердым телом и меняет форму своего тела в процессе падения, из-за чего следует рассматривать более сложные модели, чем свободное падение твердого тела; в остальном теории разнились. Так, М. Гийу считал, что кошка переворачивается, вращая верхнюю половину своего тела относительно живота в разные стороны. Если при этом кошка будет периодически прижимать и расправлять передние и задние лапы, изменяя таким образом угловой момент каждой половины тела, то она может постепенно поворачиваться вокруг своей оси, не нарушая законов динамики, однако в дальнейшем не было найдено подтверждений тому, что кошки поступают именно так. Другой исследователь, Л. Лекорну, рассматривал кошку как согнутый посередине цилиндр, и утверждал, что любое тело такой формы может без внешнего воздействия повернуться вокруг прямой, соединяющей какие-либо две точки согнутой оси цилиндра, и для этого достаточно последовательно поворачивать каждое из сечений цилиндра, перпендикулярных его оси; животные (например, кошка или змея) могут делать это за счет скоординированных мышечных усилий. Точка зрения Лекорну близка к современной, однако его работа осталась практически неизвестной за пределами узкого круга французских физиологов.
В 1935 году нидерландские исследователи Радемакер и тер Брак опубликовали статью, в которой предложили рассматривать кошку как систему из двух связанных между собой цилиндров, один из которых моделирует переднюю половину тела кошки, а второй — заднюю. Используя основные законы механики, Радемакер и тер Брак смогли вычислить основные свойства такой системы. В дальнейшем другие исследователи отмечали, что проведенный Радемакером и тер Браком анализ изложен в их работе недостаточно ясно, и поэтому сложно оценить его корректность. Тем не менее сама модель падающей кошки как системы из двух цилиндров получила распространение среди исследователей этой проблемы, и на работу Радемакера и тер Брака неоднократно ссылались ученые, которые пытались улучшить излагаемую ими модель.

## Современные представления
В 1969 году исследователи из Стэнфордского университета Т. Кейн и М. Шер опубликовали в журнале International Journal of Solids and Structures статью под названием «Объяснение феномена падающей кошки с точки зрения динамики» (A dynamical explanation of the falling cat phenomenon), разработанную в рамках научно-исследовательского контракта с NASA. Как заявляют авторы в преамбуле статьи, она представляет собой очередную попытку построить достаточно простую механическую систему, движение которой, осуществляемое в соответствии с законами динамики, воспроизводило бы отличительные особенности движения падающей кошки.
Авторы статьи исходят из следующих ключевых особенностей движения кошки, формулируемых в начале статьи:
- Тело кошки в процессе переворота изгибается, но не скручивается.
- На пути от верхней точки траектории к нижней тело кошки изгибается в разные стороны: в момент начала падения, когда кошка повернута лапами вверх, её тело согнуто вперед (то есть передние лапы приближаются к задним), затем оно сгибается в боковом направлении, потом выгибается назад, затем в противоположном боковом направлении, и, наконец, снова сгибается вперед, после чего кошка уже повернута лапами вниз и готова приземлиться.
- Изгиб тела кошки назад значительно менее выражен, чем изгиб вперед[7].

Исходя из такого взгляда на поведение падающей кошки, Кейн и Шер, вслед за Радемакером и тер Браком, моделируют свободно падающее тело кошки с помощью системы из двух твердых тел (цилиндров), связанных между собой гибким креплением в одной точке и способных менять положение в пространстве относительно друг друга, оставаясь связанными. В начальный момент времени цилиндры располагаются под углом друг к другу, точка их соединения направлена вниз, что соответствует изгибу кошки вперед. В статье рассматриваются процессы, происходящие при одновременном вращении двух цилиндров, и показывается, что в случае, если такое вращение сопровождается сменой направления изгиба системы цилиндров, при определённых значениях скоростей вращения и углов изгиба можно добиться того, что угловые моменты, возникающие из-за вращения и изменения формы тела, будут компенсироваться, и полный угловой момент системы цилиндров (с учётом того, что угловой момент — векторная величина) всегда будет равен нулю. Каждый из цилиндров может при этом совершить оборот на 180 градусов, и в результате цилиндры оказываются в том же положении относительно друг друга, что и в начале движения, но теперь точка соединения цилиндров направлена вверх.
Таким образом, согласно модели Кейна и Шера, кошка, изогнув свое тело вперед в начале падения, вращает с помощью мускульной силы переднюю и заднюю половину тела одновременно, компенсируя возникающий угловой момент изменением направления изгиба, в результате чего полный угловой момент кошки остается равным нулю, и кошка может перевернуться, не нарушая законы динамики.
В 1979 году нидерландские ученые Д. Герритсен и М. Кёйперс опубликовали в Journal of Engineering Mathematics статью «К вопросу о вращательном движении свободно падающего тела человека или животного» (On the angular motion of a free falling human or animal body), в которой, независимо от Кейна и Шера, рассматривают ту же модель кошки как системы двух цилиндров и приходят к аналогичным выводам.
В 1993 году американский профессор математики Ричард Монтгомери опубликовал в журнале Филдсовского института статью «Калибровочная теория падающей кошки» (Gauge theory of the falling cat), в которой, опираясь на кинематико-динамическую теорию, изложенную Кейном и Шером, исследует вопрос, какой должна быть общая стратегия осуществления переворота в воздухе, и какой способ переворота является наиболее оптимальным; Монтгомери рассматривает эти вопросы с точки зрения теории управления.